# 小山正代
小山 正代（こやま まさよ、1988年3月23日 - ）は、日本の女性ローカルタレント、ラジオパーソナリティ。福岡県八女市出身。

## 人物
- 第一経済大学付属高等学校 芸能コース卒業。
- 血液型はA型。
- 一平彩菜として歌手デビュー。RKBラジオのスナッピーキャスタードライバー（36期生）を勤めていた。
- 現在はRKBラジオのリポーターやイベントMCを中心に活躍している。
- 趣味は買い物、ネットサーフィン、パン屋巡り。

## 出演
- マチコナイト（2013年10月 - 2014年3月・2014年10月 - 2015年3月、RKB毎日放送（RKBラジオ））
- Weekend Live あんたっちゃぶる - 食農ラ部リポーター

| スタブアイコン | サブスタブ | この項目は、まだ閲覧者の調べものの参照としては役立たない、人物に関連した書きかけの項目です。この項目を加筆・訂正などしてくださる協力者を求めています（P:人物伝/PJ:人物伝）。 |